# Finale du Grand Prix IAAF 2001
Navigation
Édition précédente Édition suivante
La 17e Finale du Grand Prix de l'IAAF a eu lieu le 9 septembre 2001 à l'Olympic Park Stadium de Melbourne. Dix-neuf épreuves figurent au programme, neuf masculines et dix féminines.

## Classement général

### Hommes
1. André Bucher : 102 points
2. Allen Johnson : 101 points
3. Hicham El Guerrouj : 100 points

### Femmes
1. Violeta Szekely : 116 points
2. Maria Mutola : 105 points
3. Tatyana Tereshchuk : 96 points

## Résultats

### Hommes
| Épreuves          | Or                                     | Argent                                  | Bronze                                       |
| ----------------- | -------------------------------------- | --------------------------------------- | -------------------------------------------- |
| 200 m             | Shawn Crawford États-Unis 20 s 37      | Bernard Williams États-Unis 20 s 39     | Francis Obikwelu Nigeria 20 s 52             |
| 800 m             | André Bucher Suisse 1 min 46 s 71      | Yuriy Borzakovskiy Russie 1 min 46 s 78 | Jean-Patrick Nduwimana Burundi 1 min 46 s 88 |
| 1500 m            | Hicham El Guerrouj Maroc 3 min 31 s 25 | Bernard Lagat Kenya 3 min 32 s 10       | William Chirchir Kenya 3 min 34 s 06         |
| 3000 m            | Paul Bitok Kenya 7 min 53 s 85         | Kenenisa Bekele Éthiopie 7 min 54 s 39  | Luke Kipkosgei Kenya 7 min 57 s 39           |
| 3 000 m steeple   | Brahim Boulami Maroc 8 min 16 s 14     | Reuben Kosgei Kenya 8 min 17 s 64       | Stephen Cherono Kenya 8 min 18 s 85          |
| 110 m haies       | Anier García Cuba 13 s 22              | Allen Johnson États-Unis 13 s 28        | Dominique Arnold États-Unis 13 s 43          |
| Saut en longueur  | Younés Moudrik Maroc 8,23 m SB         | Savanté Stringfellow États-Unis 8,19 m  | Oleksiy Lukashevych Ukraine 7,93 m           |
| Lancer du disque  | Virgilijus Alekna Lituanie 64,42 m     | Aleksander Tammert Estonie 63,87 m      | Frantz Kruger Afrique du Sud 63,61 m         |
| Lancer du javelot | Jan Železný Tchéquie 88,98 m           | Ēriks Rags Lettonie 85,75 m             | Boris Henry Allemagne 85,43 m                |

### Femmes
| Épreuves          | Or                                     | Argent                                            | Bronze                                  |
| ----------------- | -------------------------------------- | ------------------------------------------------- | --------------------------------------- |
| 200 m             | Myriam Léonie Mani Cameroun 22 s 93    | Debbie Ferguson Bahamas 23 s 00                   | Juliet Campbell Jamaïque 23 s 15        |
| 800 m             | Maria Mutola Mozambique 1 min 59 s 78  | Kelly Holmes Royaume-Uni 2 min 00 s 02            | Stephanie Graf Autriche 2 min 00 s 40   |
| 1500 m            | Violeta Szekely Roumanie 4 min 03 s 46 | Carla Sacramento Portugal 4 min 04 s 41           | Natalya Gorelova Russie 4 min 06 s 48   |
| 3 000 m           | Tatyana Tomashova Russie 9 min 30 s 39 | Leah Malot Kenya 9 min 31 s 41                    | Olga Yegorova Russie 9 min 31 s 82      |
| 400 m haies       | Tonja Buford-Bailey États-Unis 54 s 58 | Tetyana Tereshchuk Ukraine 54 s 78                | Sandra Glover États-Unis 55 s 01        |
| Saut en hauteur   | Hestrie Cloete Afrique du Sud 1,98 m   | Inha Babakova Ukraine Amy Acuff États-Unis 1,96 m |                                         |
| Saut à la perche  | Stacy Dragila États-Unis 4,50 m        | Svetlana Feofanova Russie 4,45 m                  | Kellie Suttle États-Unis 4,45 m         |
| Triple saut       | Tereza Marinova Bulgarie 14,77 m       | Tatyana Lebedeva Russie 14,61 m                   | Françoise Mbango Etone Cameroun 14,47 m |
| Lancer du poids   | Astrid Kumbernuss Allemagne 18,94 m    | Nadzeya Astapchuk Biélorussie 18,82 m             | Svetlana Krivelyova Russie 18,21 m      |
| Lancer du marteau | Kamila Skolimowska Pologne 71,71 m WJR | Bronwyn Eagles Australie 68,38 m                  | Olga Kuzenkova Russie 68,27 m           |